# Trichodactylus borellianus
Trichodactylus borellianus е вид десетоного от семейство Trichodactylidae. Видът не е застрашен от изчезване.

## Разпространение и местообитание
Разпространен е в Аржентина, Боливия, Бразилия (Амазонас, Мато Гросо, Мато Гросо до Сул и Пара) и Парагвай.
Обитава сладководни басейни и реки.

## Описание
Популацията на вида е стабилна.